# High Commissioner of Sri Lanka to the United Kingdom
Der Sri Lankan High Commissioner to the United Kingdom (dt.: Hochkommissar von Sri Lanka im Vereinigten Königreich) ist der höchste diplomatische Vertreter von Sri Lanka in Großbritannien im System des Commonwealth. Er leitet die Auslandsvertretung (diplomatic mission) in Großbritannien. Da beide Länder Mitgliedsstaaten des Commonwealth sind, bestehen diplomatischen Beziehungen auf Regierungsebene anstatt zwischen Staatsoberhäuptern. Daher tauschen die Länder High Commissioners statt Botschaftern aus. Es gibt einige geringfügige technische Unterschiede. Zum Beispiel überreichen die Botschafter (Ambassadors) ihre Empfehlungsschreiben (diplomatic credentials) dem Staatsoberhaupt des Gastgeberlandes (head of state), während die High Commissioners ihre Akkreditierung dem Regierungschef (head of government) überreichen. Faktisch handelt es sich jedoch um dasselbe Amt. Der High Commissioner von Sri Lanka im Vereinigten Königreich ist doppelt akkreditiert (concurrently accredited) als Ambassador to the Republic of Ireland. Der derzeitige High Commissioner ist Saroja Sirisena.

## High Commissioner

### Repräsentant der Regierung von Ceylon
| Repräsentant | Amtsantritt | Amtszeitende |
| ------------ | ----------- | ------------ |
| Claude Corea | 1946        | 1948         |

### High Commissioner
| High Commissioner                             | Amtsantritt       | Amtszeitende |
| --------------------------------------------- | ----------------- | --- |
| Claude Corea                                  | 1948              | 1949 |
| Sir Oliver Goonetilleke                       | 1949              | 1952 |
| Sir Edwin Wijeyeratne                         | 1952              | 1954 |
| Sir Claude Corea                              | Februar 1954      | Dezember 1957 |
| Gunasena de Soyza, CMG, OBE                   | Dezember 1957     | Oktober 1958 |
| P. R. Gunasekera                              | Oktober 1958      | Februar 1960 |
| Gunasena de Soyza, CMG, OBE                   | Februar 1960      | Oktober 1961 |
| Sir Senerat Gunewardene, KBE                  | Oktober 1961      | Juni 1963 |
| Professor Gunapala Piyasena Malalasekera, OBE | Juni 1963         | Februar 1967 |
| Sir Lalitha Rajapakse, QC                     | Februar 1967      | Oktober 1969 |
| M. V. P. Peiris, OBE                          | Oktober 1969      | Dezember 1970 |
| Tilak Goonaratne                              | Dezember 1970     | 1975 – Letzter High Commissioner der „Dominion of Ceylon“ (1970–72) und erster High Commissioner für „Sri Lanka“ (1972–75). |
| Vernon Mendis                                 | 1975              | 1977 |
| Noel Wimalasena                               | 1977              | Januar 1981 |
| A. T. Moorthy                                 | Januar 1981       | Mai 1984 |
| Chandra Monerawela                            | Mai 1984          | März 1990 |
| General Sepala Attygalle, LVO                 | 1990              | August 1993 |
| General Cyril Ranatunge                       | August 1993       | Februar 1995 |
| S. K. Wickremasinghe                          | Februar 1995      | Januar 1999 |
| Dr. Lal Jayawardena                           | Januar 1999       | Juli 2000 |
| Mangala Moonesinghe                           | Juli 2000         | April 2002 |
| Faiz Mustapha, PC                             | April 2002        | Februar 2005 |
| Kshenuka Senewiratne                          | Februar 2005      | Mai 2008 |
| Justice Chandra Nihal Jayasinghe              | Mai 2008          | 31. Dezember 2010 |
| Dr. Chris Nonis                               | 1. September 2011 | 20. Oktober 2014 |
| Sugeeshwara Gunaratna (Acting)                | 21. Oktober 2014  | 14. November 2016 |
| Amari Mandika Wijewardane                     | 15. November 2016 | 1. April 2018 |
| Sugeeshwara Gunaratna (Acting)                | 1. April 2018     | 20. Februar 2019 |
| Manisha Gunasekara                            | 20. Februar 2019  | 31. Januar 2020 |
| Saroja Sirisena                               | 2. März 2020      | |

### Deputy High Commissioner
- Sir Velupillai Coomaraswamy, CMG (1948–1953)
- Theodore Duncan Perera, CMG (1953–1956)
- B. F. Perera, CMG, OBE (1956–1958)